# Marquette-en-Ostrevant
Marquette-en-Ostrevant è un comune francese di 1 667 abitanti situato nel dipartimento del Nord nella regione dell'Alta Francia.

## Società

### Evoluzione demografica
Abitanti censiti